# Virma
Virma è un'azienda italiana che opera nel settore dell'abbigliamento sportivo dal 1982.
Fa parte del gruppo SG&B Company, insieme a Mikasa, con sede a Caerano di San Marco in Provincia di Treviso.
Specializzata nei completi per il calcio e il calcio a 5, Virma è stata lo sponsor tecnico della Nazionale di San Marino e della Nazionale di Antigua e Barbuda, delle Charities, Nazionale Piloti e della Nazionale Italiana Calcio DJ. In passato ha fornito i propri materiali anche al Vicenza Calcio dal campionato 1992/93 al 1994/95, successivamente  ha vestito anche il Venezia Calcio dalla stagione 95/96 e al 98, in seguito il Sassuolo Calcio dal 2002 al  2005. Al San Marino Calcio fino alla stagione 2008/09, al Nogometni Klub Olimpija Ljubljana dal campionato 2010/11 al 2014, al A.C. Renate dal campionato 2010/11 al 2014 e della A.S. Fersina Perginese in Serie D.
È stata anche fornitore ufficiale della Juvenes/Dogana Calcio e del Domagnano Calcio nella 
Lega Calcio Sammarinese, e sponsor ufficiale della stessa Lega Calcio Sammarinese.
Nel calcio femminile Virma griffa le maglie del Associazione Calcio Femminile Dilettantistica Graphistudio Pordenone dalla stagione 2008 al 2012 e della Orobica Calcio Femminile stagione 2012/2013.
Dal 2013 è stata partner ufficiale della Seleçao Calcio Sacerdoti di Don Antonio Mazzi fino al 2018.